# Kiratpur
Kiratpur es una ciudad y municipio situado en el distrito de Bijnor en el estado de Uttar Pradesh (India). Su población es de 61946 habitantes (2011). 

## Demografía
Según el  censo de 2011 la población de Kiratpur era de 61946 habitantes, de los cuales 31999 eran hombres y 29947 eran mujeres. Kiratpur tiene una tasa media de alfabetización del 56%, inferior a la media estatal del 67,68%.